# Selaginella brisbanensis
Selaginella brisbanensis är en mosslummerväxtart som beskrevs av F. M. Bail.. Selaginella brisbanensis ingår i släktet mosslumrar, och familjen mosslummerväxter. Inga underarter finns listade i Catalogue of Life.